# Cattedrale di San Clemente (Velletri)

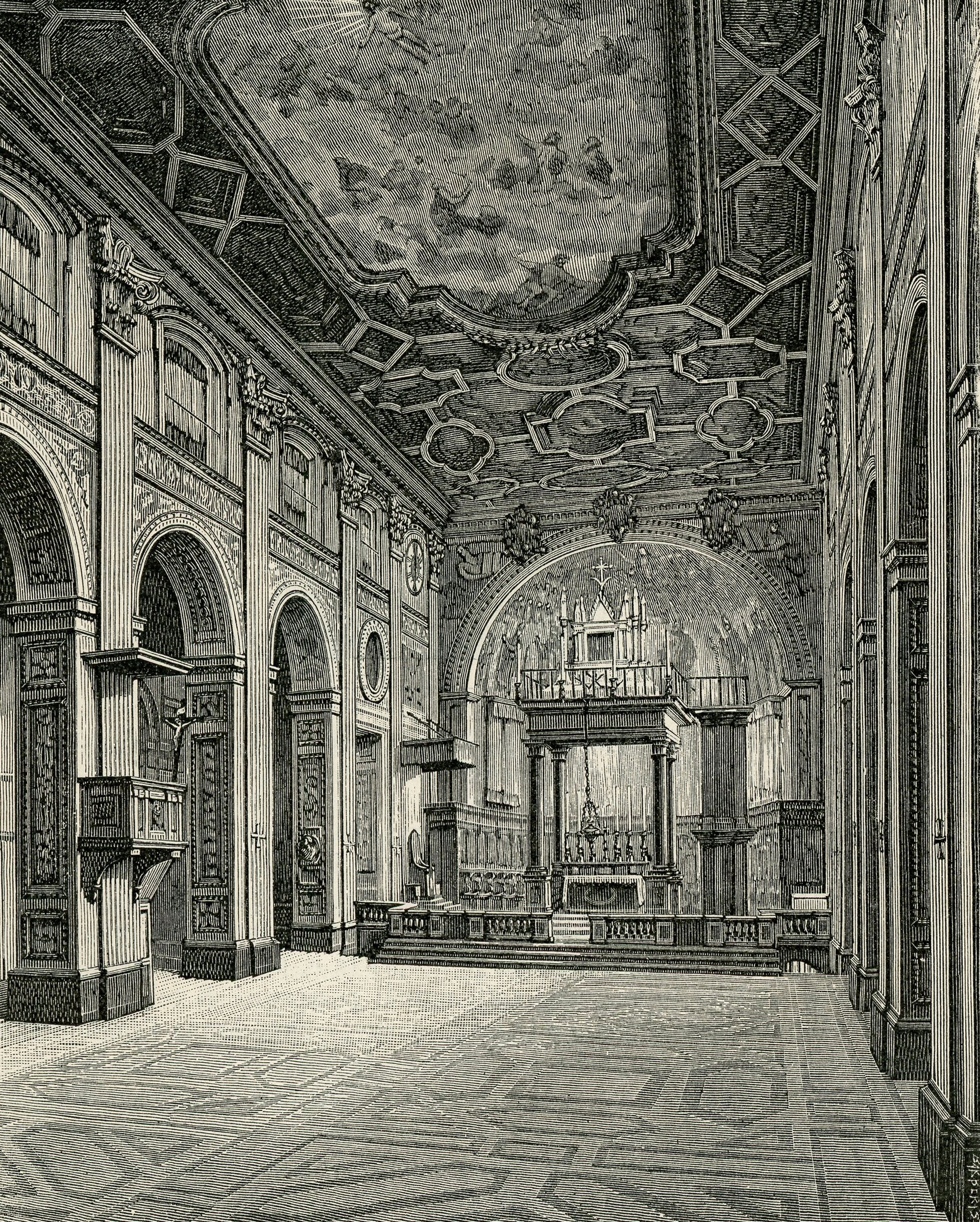
L'interno in un'incisione del 1894

La cattedrale di San Clemente in Velletri, della sede suburbicaria di Velletri-Segni, è la prima basilica minore della Chiesa universale, ed è stata fino al 1914 sede propria del cardinale decano del sacro collegio. Conserva la preziosa e antichissima icona della Madonna delle Grazie nell'omonima cappella.

## Storia
Secondo un'antica tradizione la basilica del Municipio romano esistente nel V secolo fu trasformata in chiesa cristiana ed intitolata a Clemente I pontefice e martire, che avrebbe predicato a Velletri e sarebbe divenuto papa dal 91 al 101.
L'aspetto attuale è molto diverso da quello originale a causa della lunga vita della chiesa.
Quest'ultima infatti nel XIII secolo subì una profonda ristrutturazione con la costruzione dell'abside poligonale esterno e della cappella sotterranea che conserva le reliquie di sant'Eleuterio e san Ponziano.
Nel 1556 il capitolo della cattedrale decise di sostituire gli antichi sedili di pietra del coro con dei nuovi sedili in noce, eseguiti da Luca Bencivenga da San Gallo. Nel 1595 il vescovo Gesualdo chiamò a Velletri Giovanni Balducci il quale dipinse il martirio di san Clemente in tre quadri.
Il 23 maggio 1656 un fulmine fece rovinare il campanile sulla navata centrale della chiesa: questo evento portò alla sostituzione delle colonne di marmo dell'antica basilica romana con i pilastri in muratura presenti ancora oggi. Il soffitto ligneo venne dipinto ad affresco nei primi anni del Settecento da Giovanni Odazzi. I lavori furono voluti dal cardinale Carlo de Medici. L'ingresso principale della cattedrale con la facciata è stato inglobato nella costruzione del seminario vescovile fin dal XVII secolo. L'ingresso odierno si affaccia su piazza Micara ed il portale è stato eseguito da Troiano da Palestrina nel 1512.
Nel 1950 il cardinale Clemente Micara, vescovo di Velletri, promosse il restauro della cattedrale, danneggiata dalla guerra, su progetto dell'architetto Giuseppe Zander. Il mosaico del catino absidale venne realizzato nel 1951 dal pittore ungherese János Hajnal, che eseguì anche i due arcangeli sull'arco trionfale e le vetrate policrome delle finestre dell'abside. 
L'affresco sul soffitto fu sostituito con una grande tela del pittore viterbese Canevari che, riprendendo i motivi dell'opera precedente, ha integrato la pittura inserendo l'incontro di papa Pio XII con i cittadini di Velletri rifugiati a Roma durante la guerra. 
La cattedrale veliterna fu dichiarata basilica minore della Chiesa cattolica il 2 marzo 1804 da papa Pio VII con una bolla che ne ricorda i privilegi.
Sono stati eletti papi 14 vescovi di Velletri tra i quali papa Benedetto XVI, che ha visitato la cattedrale il 23 settembre 2007 e ha donato alla città di Velletri una colonna in bronzo, ora esposta nel piazzale (ristrutturato completamente per l'occasione) antistante alla chiesa.

## Descrizione
La cattedrale come la vediamo oggi è una basilica con abside e tre navate sostenute da pilastri in muratura. Il soffitto è a cassettoni lignei, mentre nel presbiterio rialzato è posto l'altare maggiore coperto da un ciborio sorretto da quattro colonne di granito orientale con capitelli in bronzo dorato fatto costruire da Francesco Barberini. Sul baldacchino è posto il reliquario cosmatesco del secolo XIV a forma di tempietto rettangolare, cuspidato ai lati con colonnine a spirale.